# Millerův efekt
Millerův efekt (Millerův jev) je v elektrotechnice jev, který popisuje vliv invertujícího zesilovače na vstupní vnitřní impedanci.
Impedance zařazená mezi živou vstupní a výstupní svorku (ideálního invertujícího) zesilovače zatěžuje zdroj vstupního signálu tak, jako by mezi vstupními svorkami byl zapojena tatáž impedance dělená výrazem {\displaystyle 1+A_{U}}, kde {\displaystyle -A_{U}}je zesílení zesilovače.
Tato věta platí obecně pro jakýkoliv zesilovač, třeba několikastupňový, jakéhokoliv druhu (operační, tranzistorový, elektronkový aj.) a pro jakoukoliv impedanci mezi svorkami zesilovače.

## Odvození

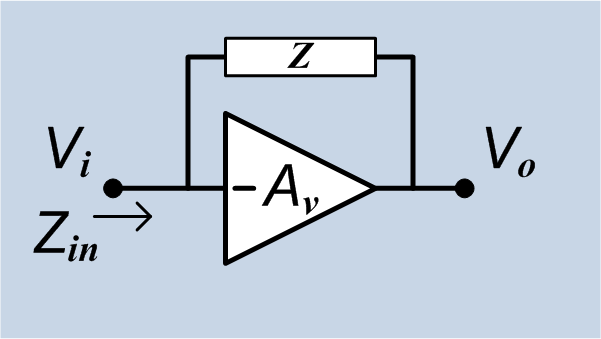
Obrázek 1: Ideální invertující zesilovač s impedancí mezi vstupem a výstupem

V tomto zapojení ideálního invertujícího zesilovače prochází impedancí {\displaystyle Z}proud rovný
```

  

    

      

        

          
I

          

            
Z

          

        

        
=

        

          

            

              

                
U

                

                  
o

                

              

              
−

              

                
U

                

                  
i

                

              

            

            
Z

          

        

      

    

    
{\displaystyle I_{Z}={\frac {U_{o}-U_{i}}{Z}}}

  

```

Jelikož platí také rovnost {\displaystyle U_{o}=-A_{U}U_{i}}, můžeme proud vyjádřit jako
```

  

    

      

        

          
I

          

            
Z

          

        

        
=

        

          

            

              

                
U

                

                  
i

                

              

              
(

              
1

              
+

              

                
A

                

                  
U

                

              

              
)

            

            
Z

          

        

      

    

    
{\displaystyle I_{Z}={\frac {U_{i}(1+A_{U})}{Z}}}

  

```

A odtud vstupní impedance (tj. mezi vstupní svorkou a zemí) je rovna
```

  

    

      

        

          
Z

          

            
i

            
n

          

        

        
=

        

          

            

              
U

              

                
i

              

            

            

              
I

              

                
Z

              

            

          

        

        
=

        
Z

        

          

            
1

            

              
1

              
+

              

                
A

                

                  
U

                

              

            

          

        

      

    

    
{\displaystyle Z_{in}={\frac {U_{i}}{I_{Z}}}=Z{\frac {1}{1+A_{U}}}}

  

```

## Efektivní vstupní kapacita

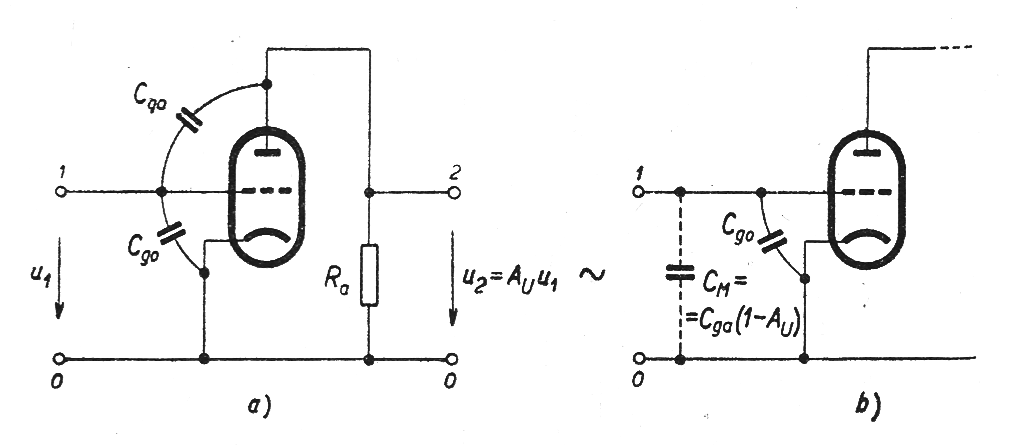
Účinek Millerova jevu na kapacitu mřížka-anoda u základního stupně se skutečnou triodou: a) znázornění kapacit mezi elektrodami, b) náhradní obvod s vstupní kapacitou vůči zemi

Častý a důležitý případ uplatnění Millerova jevu je vliv na vstupní kapacitu základního triodového stupně. Jak je znázorněno na obrázku vpravo, vyskytuje se tu jednak kapacita mřížky proti katodě (resp. proti nule) {\displaystyle C_{g0}}a kapacita mřížky proti anodě {\displaystyle C_{ga}}. Jsou to hlavně kapacity mezi samotnými elektrodami, k nim přistupují kapacity nosníků elektrod, s nimi spojených kolíků patice, dále kapacity kontaktů objímky, v níž je příslušná elektronka zasazena, a konečně kapacity spojů příslušných elektrod. Hodnoty {\displaystyle C_{g0}}a {\displaystyle C_{ga}}jsou tedy kapacity vnitřní i vnější, a ty vnější mohou být podle okolností podstatné.
Kapacita proti nule se na vstupu uplatňuje přímo. Kapacita {\displaystyle C_{ga}}je pozměněna Millerovým jevem. Hodnota její impedance pro sinusový proud frekvence f hertzů je určena vzorcem:
{\displaystyle Z_{ga}={\frac {1}{2\pi fC_{ga}}}}
Millerův jev ji změní na:
{\displaystyle Z_{i1}=Z_{ga}{\frac {1}{1+A_{U}}}={\frac {1}{2\pi fC_{ga}(1+A_{U})}}}
Stejnou hodnotu vstupní reaktance {\displaystyle Z_{i1}}by měla kapacita
{\displaystyle C_{M}=C_{ga}(1+A_{U})}
zapojená mezi mřížku a nulu. Ta se přičítá k {\displaystyle C_{g0}}, která zde už byla, a tvoří výslednou efektivní kapacitu triodového základního stupně.

## Příklad se skutečnou triodou
U skutečné triody bývá {\displaystyle C_{ga}}zhruba stejné jako {\displaystyle C_{g0}}. Protože však Millerův jev násobí {\displaystyle C_{ga}}faktorem {\displaystyle 1+|A_{U}|}, mívá tato kapacita rozhodující vliv. Např. u elektronky ECC84 je hodnota {\displaystyle C_{ga}}rovna 1,1 pF a {\displaystyle C_{g0}}rovna 2,3 pF. Předpokládejme, že zesílení stupně {\displaystyle A_{U}}= -19 a že objímka a spoje nepřidají další kapacitu. Pak bude zdroj signálu zatížen kapacitou
{\displaystyle C_{i1}=2.3+1.1(1+19)=2.3+22=24.3{\text{pF}}}
Millerův jev působí tedy podstatné zvětšení vstupní kapacity, které závisí na zesílení napětí triody.
Tak značná hodnota by např. podstatně omezila dosažitelnou horní mezní frekvenci širokopásmových zesilovačů, jaké se používaly v televizorech. Proto se v takovém případě nepoužívá triod, nýbrž pentod.
V důsledku Millerova jevu např. Darlingtonovy tranzistory kvůli velkému zesilovacímu činiteli mohou mít pomalou odezvu při nízkých frekvencích.